# Ivan Bátory
Ivan Bátory (né le 3 mai 1976 à Liptovsky Mikulas) est un fondeur slovaque qui a concourt à un niveau international chez les seniors en ski de fond depuis 1993. 

## Carrière
Batory a participé aux huit Championnats du monde de ski disputés entre 1995 et 2009 (meilleur résultat : sixième à 15 km de Val di Fiemme en 2003), aux cinq éditions des Jeux olympiques d'hiver entre 1994 et 2010 (meilleur résultat: huitième en sprint par équipe à Turin en 2006), et les trois Tour de ski de 2006-07 à 2008-09. Ses meilleurs résultats en Coupe du monde sont trois troisièmes places à Kiruna (1999, 10 km classique), Davos (2001, 15 km classique), et Beitostølen (2005, 15 km classique).  

## Palmarès

### Coupe du monde
- Meilleur classement final: 15e en 1999.
- 3 podiums individuels.

## Source
- (en) Cet article est partiellement ou en totalité issu de l’article de Wikipédia en anglais intitulé « Ivan Bátory » (voir la liste des auteurs).